# Funda
Funda Real Estate B.V. gevestigd in Amsterdam is een organisatie van makelaars die Nederlands onroerend goed via een website op internet presenteert. De naam is afgeleid van 'fundum', het Latijnse woord voor 'landgoed'. De hoofdsite is funda.nl, dat met rond de 4,6 miljoen unieke bezoekers per maand een van de drukst bezochte huizensites van Nederland is. Op de website is het volledige Nederlandse koopwoningaanbod te vinden dat via makelaars wordt aangeboden. Oorspronkelijk toonde de site alleen aanbod van leden van de brancheorganisatie Nederlandse Vereniging van Makelaars (NVM), maar sinds september 2007 wordt ook het aanbod van andere makelaars getoond. 'Funda in Business' is een zustersite met een aanbod van bedrijfspanden.

## Activiteiten
De website is februari 2001 van start gegaan op initiatief van de NVM en Wegener Media. In 2013 heeft Funda de aandelen van Wegener Media gekocht. Hierdoor zijn de overblijvende aandeelhouders NVM Holding B.V. en Stichting Administratiekantoor Funda.
Eind 2008 is Funda een samenwerking aangegaan met de makelaarsverenigingen VastgoedPRO (voormalig LMV) en VBO Makelaar, zodat ook het aanbod van deze makelaars op Funda verschijnt. De huizen die bij deze makelaars te koop staan, verschenen in de zoekresultaten onder de huizen van NVM-makelaars, waardoor de NVM-makelaars een duidelijke voorkeursbehandeling kregen op de website. Dit is sinds het redesign van Funda in november 2015 niet langer het geval. Nu worden de resultaten weergegeven op basis van relevantie, waardoor te koop staande huizen van NVM-makelaars niet per definitie bovenaan staan.

## Concurrentie
De machtsverschuivingen en het marktleiderschap van Funda riepen allerlei vragen op; er werden door concurrerende bedrijven verschillende keren klachten gedeponeerd bij de Nederlandse Mededingingsautoriteit (NMa) over de NVM en Funda. Geen van de klachten is tot op heden gegrond verklaard. Ook ontstonden er spanningen tussen Funda en andere onroerendgoedwebsites, die het aanbod van Funda in hun eigen website opnamen: volgens de NVM maakten de concurrerende bedrijven Zoekallehuizen.nl en Miljoenhuizen.nl misbruik van Funda's huizendatabase. De rechter echter oordeelde in het geval van Zoekallehuizen.nl dat dit bedrijf in zijn recht staat, omdat van de teksten slechts de eerste zin en van de foto's een verkleinde versie werd overgenomen. Dit kan dus beschouwd worden als een citaat en is daarmee niet in strijd met de Auteurswet. Bezoekers die meer over een bepaald huis willen weten, worden alsnog doorgelinkt naar Funda. Bovendien achtte de rechter de opkomst van concurrerende woningwebsites wenselijk om het monopolie van Funda te doorbreken. Ondanks de vele concurrenten die de markt sindsdien hebben betreden, blijft de website van Funda nog steeds de drukst bezochte.

## Uitspraak
De naam Funda wordt op twee manieren uitgesproken, waarbij de klinkers verschillen. De ene uitspraak is met een korte klinker u als in 'hun' (/fʏndaː/ in fonetisch schrift), de andere met een lange klinker oe (fonetisch /fundaː/). In de media wordt regelmatig aandacht besteed aan de vraag welke uitspraak de juiste is. Volgens een reclamefilmpje van Funda zelf is de eerste uitspraak de juiste.